# Aleš Borčnik
Aleš Borčnik, slovenski balinar, * 21. april 1986.
Borčnik se je z balinanjem začel ukvarjati leta 1992, njegov rekord v hitrostnem izbijanju pa je 50 izbitih krogel. Je stalni slovenski reprezentant, skupaj z Anžetom Petričem sta postavila tudi svetovni rekord 59/61 v uradni disciplini, štafeti na 5 minut, 2010 pa sta postavila svetovni rekord v sicer neuradni disciplini, enournem štafetnem izbijanju, z rezultatom 586 zadetkov. Klubi: Strahovica, Sloga, Krim, Trio Buzet, Forno (Torino), Potese (Cordignano) .